# Eleccions municipals espanyoles de 1995
Les eleccions municipals espanyoles de 1995 foren convocades el 28 de maig de 1995 i foren les cinquenes eleccions municipals convocades a Espanya després de la dictadura franquista mitjançant eleccions per sufragi universal. A les eleccions optaven les llistes dels regidors dels diferents partits, i els electes finalment votaven l'alcalde. Coincidiren amb les quartes eleccions autonòmiques de 13 comunitats autònomes (és a dir, totes llevat Catalunya, País Basc, Galícia i Andalusia) i al Consell General de la Vall d'Aran.
El partit que va obtenir més vots i regidors arreu d'Espanya fou el Partit Popular, que guanyaria per majoria simple les eleccions generals espanyoles de 1996. El PSOE va perdre gairebé mig milió de vots i passà a ser la segona força política municipal. Izquierda Unida es consolida com a tercera força política augmentant en un milió de vots, seguit de CiU i EAJ-PNV. El CDS deixa de ser una força política de primer ordre.

## Resultats globals a nivell estatal
En total van votar arreu d'Espanya 22.171.945 persones (el 69,87% del cens), d'elles 323.712 en blanc (1,46%). Els resultats dels principals partits fou:
| ← Eleccions municipals de 1995 →                 |           |       |                  |                    |                    |                               |
| Partit                                           | Vots      | %     | Regidors (total) | Regidors (ciutats) | Alcaldes (ciutats) | Alcaldes (capital provincial) |
| Partit Popular-UPN                               | 7.820.392 | 35,26 | 24.772           | 946                | 47                 | 39                            |
| PSOE/PSC-PSOE/PSE-EE                             | 6.838.607 | 30,83 | 21.189           | 708                | 24                 | 5                             |
| IU/ICV/ICAN                                      | 2.589.780 | 11,68 | 3.493            | 313                | 2                  | -                             |
| CiU                                              | 975.037   | 4,39  | 4.265            | 82                 | 1                  | 1                             |
| EAJ-PNV                                          | 313.318   | 1,41  | 1.015            | 38                 | 3                  | 2                             |
| Partit Andalusista                               | 260.249   | 1,17  | 345              | 20                 | 1                  | -                             |
| Coalició Canària                                 | 247.219   | 1,12  | 421              | 42                 | 3                  | 1                             |
| BNG                                              | 208.098   | 0,94  | 428              | 28                 | -                  | -                             |
| ERC                                              | 204.906   | 0,92  | 525              | 8                  | -                  | -                             |
| Herri Batasuna                                   | 184.742   | 0,83  | 621              | 15                 | -                  | -                             |
| Eusko Alkartasuna                                | 133.576   | 0,59  | 406              | 7                  | -                  | -                             |
| Unió Valenciana                                  | 129.759   | 0,59  | 215              | 3                  | -                  | -                             |
| Partit Aragonès Regionalista                     | 116.447   | 0,52  | 1.050            | 12                 | 1                  | 1                             |
| Partido Andaluz del Progreso                     | 86.895    | 0,39  | 79               | 24                 | 3                  | -                             |
| UPV-BN                                           | 81.560    | 0,38  | 168              | 1                  | -                  | -                             |
| CDS                                              | 81.560    | 0,36  | 261              | -                  | -                  | -                             |
| Plataforma de Independientes de España (PIE)     | 79.338    | 0,36  | 206              | -                  | -                  | -                             |
| UPCA                                             | 41.628    | 0,19  | 170              | -                  | -                  | -                             |
| PSM-NM                                           | 40.346    | 0,18  | 97               | 3                  | -                  | -                             |
| GIL                                              | 36.438    | 0,17  | 43               | 19                 | 1                  | -                             |
| Unión del Pueblo Leonés                          | 34.715    | 0,16  | 138              | 6                  | -                  | -                             |
| PRC                                              | 33.231    | 0,15  | 88               | 3                  | -                  | -                             |
| ICV/EHE                                          | 32.129    | 0,15  | 5                | 5                  | -                  | -                             |
| Coalición Extremeña (EU-PREX)                    | 28.060    | 0,12  | 139              | -                  | -                  | -                             |
| Chunta Aragonesista                              | 27.648    | 0,12  | 39               | 4                  | -                  | -                             |
| Plataforma Canària Nacionalista (PGC, PIL, IF)   | 26.956    | 0,12  | 44               | 2                  | -                  | -                             |
| CDN                                              | 24.186    | 0,11  | 42               | 6                  | 1                  | 1                             |
| Los Verdes-Grup Verd                             | 23.415    | 0,11  | 1                | -                  | -                  | -                             |
| Unidad Alavesa                                   | 21.562    | 0,11  | 37               | 5                  | -                  | -                             |
| Federació d'Independents de Catalunya (FIC)      | 19.718    | 0,09  | 177              | -                  | -                  | -                             |
| Unió Mallorquina                                 | 18.713    | 0,08  | 44               | -                  | -                  | -                             |
| Partíu Asturianista                              | 13.414    | 0,06  | 6                | -                  | -                  | -                             |
| Federación Andaluza de Independientes            | 12.964    | 0,06  | 58               | -                  | -                  | -                             |
| Partido Riojano                                  | 11.842    | 0,05  | 103              | -                  | -                  | -                             |
| Converxencia e Nacionalistas de Galicia (CG-CNG) | 11.551    | 0,05  | 21               | -                  | -                  | -                             |
| LVA-AEC                                          | 11.519    | 0,05  | -                | -                  | -                  | -                             |
| Coalició per Gran Canària                        | 10.970    | 0,05  | 6                | 2                  | -                  | -                             |
| Agrupación Independiente de Ávila                | 10.547    | 0,05  | 115              | 1                  | -                  | -                             |
| Solución Independiente                           | 10.310    | 0,05  | 61               | -                  | -                  | -                             |
| URCL                                             | 10.004    | 0,05  | 98               | -                  | -                  | -                             |
| SIEX                                             | 9.361     | 0,04  | 37               | -                  | -                  | -                             |
| Els Verds de les Illes Balears                   | 8.288     | 0,04  | 4                | -                  | -                  | -                             |
| Partido Socialista Independiente                 | 8.067     | 0,03  | 9                | -                  | -                  | -                             |
| FE JONS                                          | 6.947     | 0,03  | 7                | 1                  | -                  | -                             |
| CUP                                              | 4.904     | 0,02  | 13               | -                  | -                  | -                             |
| PCPE                                             | 4.633     | 0,02  | 7                | -                  | -                  | -                             |
| Unitat Popular Andalusa                          | 4.478     | 0,02  | 4                | -                  | -                  | -                             |